# Diskografija Lily Allen
Diskografija Lily Allen obuhvaća dva studijska albuma (Alright, Still i It's Not Me, It's You) s kojih je objavljeno devet singlova te tri singla na kojima se pojavljuje kao gostujući glazbenik. Godine 2006. objavila je svoj debitantski album Alright, Still s kojega je izdala 5 singlova. Dvije godine kasnije sudjelovala je u tri glazbene suradnje i počela je sa snimanjem svog drugog i posljednjeg studijskog albuma It's Not Me, It's You koji je objavljen 2009. godine, a s kojega je proizašao hit "The Fear". Kasnije iste godine je izdala svoj prvi i posljednji EP F.U.E.P.

## Albumi

### Studijski albumi
| Godina | Naziv                                                                       | Uspjeh na toplistama | Uspjeh na toplistama | Uspjeh na toplistama | Uspjeh na toplistama | Uspjeh na toplistama | Uspjeh na toplistama | Uspjeh na toplistama | Uspjeh na toplistama | Uspjeh na toplistama | Uspjeh na toplistama | Certifikacije                                                                           |
| Godina | Naziv                                                                       | UK                   | AUS                  | BEL                  | KAN                  | FRA                  | IRS                  | NIZ                  | NZ                   | ŠVE                  | SAD                  | Certifikacije                                                                           |
| ------ | --------------------------------------------------------------------------- | -------------------- | -------------------- | -------------------- | -------------------- | -------------------- | -------------------- | -------------------- | -------------------- | -------------------- | -------------------- | --------------------------------------------------------------------------------------- |
| 2006.  | Alright, Still - Prvi studijski album - Objavljen: 14. srpnja 2006.         | 2                    | 7                    | 24                   | 21                   | 47                   | 6                    | 27                   | 22                   | 43                   | 20                   | - UK: 3 x platinasta - SAD: zlatna - AUS: platinasta - IRS: platinasta - EU: platinasta |
| 2009.  | It's Not Me, It's You - Drugi studijski album - Objavljen: 9. veljače 2009. | 1                    | 1                    | 5                    | 1                    | 11                   | 3                    | 17                   | 9                    | 14                   | 5                    | - UK: 2 x platinasta - AUS: 2 × platinasta - NZ: zlatna                                 |

### EP-ovi
| Godina | Naziv                                           |
| ------ | ----------------------------------------------- |
| 2009.  | F.U.E.P. - Format: digitalni download           |
| 2009.  | Paris Live Session - Format: digitalni download |

## Skladbe

### Singlovi
| Godina | Naziv                   | Uspjeh na top listama | Uspjeh na top listama | Uspjeh na top listama | Uspjeh na top listama | Uspjeh na top listama | Uspjeh na top listama | Uspjeh na top listama | Uspjeh na top listama | Uspjeh na top listama | Uspjeh na top listama | S albuma              |
| Godina | Naziv                   | UK                    | AUS                   | BEL                   | KAN                   | FRA                   | IRS                   | NIZ                   | NZ                    | ŠVE                   | SAD                   | S albuma              |
| ------ | ----------------------- | --------------------- | --------------------- | --------------------- | --------------------- | --------------------- | --------------------- | --------------------- | --------------------- | --------------------- | --------------------- | --------------------- |
| 2006.  | "Smile"                 | 1                     | 14                    | 27                    | 86                    | 16                    | 6                     | 19                    | 6                     | 38                    | 49                    | Alright, Still        |
| 2006.  | "LDN"                   | 6                     | 39                    | —                     | —                     | —                     | 21                    | —                     | 23                    | —                     | —                     | Alright, Still        |
| 2006.  | "Littlest Things"       | 21                    | —                     | —                     | —                     | —                     | —                     | —                     | —                     | —                     | —                     | Alright, Still        |
| 2007.  | "Shame For You"/"Alfie" | 15                    | —                     | —                     | —                     | —                     | 31                    | —                     | 15                    | —                     | —                     | Alright, Still        |
| 2009.  | "The Fear"              | 1                     | 3                     | 6                     | 33                    | 15                    | 5                     | 40                    | 14                    | 30                    | 80                    | It's Not Me, It's You |
| 2009.  | "Not Fair"              | 5                     | 3                     | 15                    | —                     | —                     | 3                     | 9                     | 20                    | 26                    | —                     | It's Not Me, It's You |
| 2009.  | "Fuck You"              | 154                   | 23                    | 1                     | 37                    | 7                     | —                     | 2                     | —                     | 18                    | 68                    | It's Not Me, It's You |
| 2009.  | "22"                    | 14                    | 12                    | 43                    | —                     | 28                    | 12                    | 23                    | 28                    | —                     | —                     | It's Not Me, It's You |
| 2009.  | "Who'd Have Known"      | 39                    | 66                    | —                     | —                     | —                     | —                     | —                     | —                     | —                     | —                     | It's Not Me, It's You |

### Gostujući singlovi
| Godina | Naziv                              | Uspjeh na top listama | Uspjeh na top listama | Uspjeh na top listama | Uspjeh na top listama | Uspjeh na top listama | Uspjeh na top listama | Uspjeh na top listama | S album              |
| Godina | Naziv                              | UK                    | IRS                   | AUS                   | BEL                   | AUT                   | NJE                   | JAP                   | S album              |
| ------ | ---------------------------------- | --------------------- | --------------------- | --------------------- | --------------------- | --------------------- | --------------------- | --------------------- | -------------------- |
| 2007.  | "Oh My God"                        | 8                     | —                     | —                     | —                     | —                     | —                     | —                     | Version              |
| 2007.  | "Drivin' Me Wild"                  | 56                    | —                     | —                     | —                     | —                     | —                     | —                     | Finding Forever      |
| 2007.  | "Bongo Bong and Je Ne T'Aime Plus" | —                     | —                     | —                     | —                     | —                     | —                     | —                     | Rudebox              |
| 2008.  | "Never Miss A Beat"                | 5                     | 49                    | 47                    | 42                    | 65                    | 76                    | 42                    | Off with Their Heads |

### Ostale skladbe
| Godina | Naziv                | Uspjeh na top listama | Uspjeh na top listama | S album               |
| ------ | -------------------- | --------------------- | --------------------- | --------------------- |
| Godina | Naziv                | UK                    | HRV                   | S album               |
| 2007.  | "Cheryl Tweedy"      | 153                   | —                     | Alright, Still        |
| 2007.  | "Absolutely Nothing" | 136                   | —                     | Alright, Still        |
| 2009.  | "Everyone's At It"   | 117                   | 25                    | It's Not Me, It's You |

## Certifikacije singlova
| Pjesma     | Država     | Certifikacija |
| ---------- | ---------- | ------------- |
| "Smile"    | SAD        | zlatna        |
| "The Fear" | Australija | platinasta    |
| "The Fear" | Kanada     | zlatna        |
| "Not Fair" | UK         | srebrna       |
| "Not Fair" | Australija | platinasta    |
| "Fuck You" | Belgija    | zlatna        |
| "Fuck You" | Australija | zlatna        |
| "22"       | Australija | zlatna        |

## Videospotovi
| Godina | Pjesma             | Director         |
| ------ | ------------------ | ---------------- |
| 2006.  | "Smile"            | Sophie Muller    |
| 2006.  | "LDN"              | Nima Nourizadeh  |
| 2006.  | "Littlest Things"  | Nima Nourizadeh  |
| 2007.  | "Alfie"            | Sarah Chatfield  |
| 2007.  | "Oh My God"        | Nima Nourizadeh  |
| 2007.  | "Drivin' Me Wild"  | Chris Robinson   |
| 2008.  | "The Fear"         | Nez              |
| 2009.  | "Not Fair"         | Melina Matsoukas |
| 2009.  | "Fuck You"         | Arnaud Boutin    |
| 2009.  | "22"               | Jake Scott       |
| 2009.  | "Who'd Have Known" | James Caddick    |